# Murrumburra Pool
Der Murrumburra Pool ist ein See im Westen des australischen Bundesstaates Western Australia. 
Der See liegt im Verlauf des Thomas River. 